# Тефра

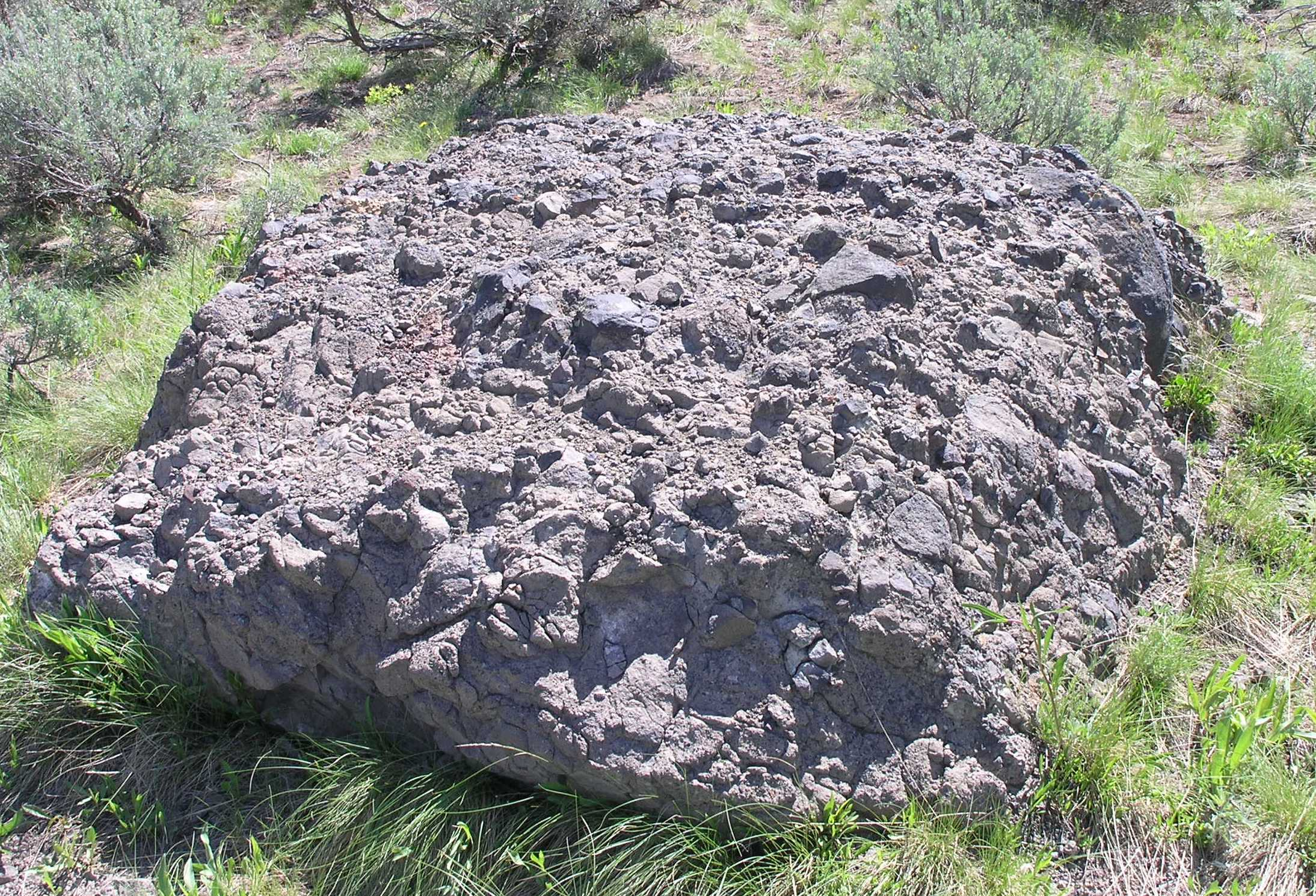

Те́фра (від грец. tephra — «попіл») — загальний термін для всіх матеріалів, що виділяються при вулканічному виверженні та падають з повітря, незалежно від розміру фрагментів.

## Опис
Тефра зазвичай складається з ріоліту, через те, що найвибуховіші вулкани характеризуються високою в'язкістю лави через великий вміст кремнію в магмі. Тефрові відкладення легко розмиваються поверхневими водами і, змішуючись з уламками звичайних гірських порід, утворюють проміжні між пірокластичними і осадовими гірськими породами осадово-пірокластичні породи - туфопісковики, туфоалевроліти і т. п. 
Термін «тефра» зустрічається у працях Аристотеля для позначення вулканічного попелу. Торарінссон (ісл. Sigurður Þórarinsson, 1954) виділяє автигенну, пірокластичну й алогенну тефру.